# 呉英傑
呉 英傑（ご えいけつ、1956年12月 - ）は、中国共産党の幹部二代目、もしくは中華人民共和国の官僚、政治家。山東省昌邑県出身。元中国共産党チベット自治区委員会書記。中国共産党第19期中央委員会委員。

## 経歴
1956年12月、山東省昌邑県で生まれる。父の呉子明は中国共産主義青年団昌邑県委員会書記。1956年、呉子明は仕事のためチベット自治区ゴルムドに働きに来た。そして、1958年に呉英傑は家族と一緒にゴルムドに連れられた。ゴルムド中学校を卒業。文化大革命末期の1974年10月よりチベット自治区ニンティ地区で知識青年として労働に従事。1977年10月、ラサ市西郊電場に勤務する。1979年9月、チベット民族学院語文系漢語言文学に入学した。
大学卒業後、チベット自治区教育庁に入庁。以後、チベット自治区教育庁普教処幹部、副主任科員、チベット自治区教科委中小学教育処副処長、接受援助弁公室副主任、主任、チベット自治区教委副主任、教工委副書記、教委副主任、チベット自治区教育庁党組副書記、副庁長、庁長を歴任した。2003年1月、チベット自治区人民政府副主席に昇格。2005年6月、中国共産党チベット自治区委員会宣伝部部長を兼務。7月には中国共産党チベット自治区委員会常務委員を兼任した。2006年11月、チベット自治区人民政府常務副主席に昇格。2011年11月には中国共産党チベット自治区委員会副書記、チベット自治区人民政府党組副書記、チベット自治区行政学院院長を兼務した。2013年4月、中国共産党チベット自治区委員会常務副書記、区党委党校校長に任命。2016年8月、中国共産党チベット自治区委員会書記、チベット軍区党委第一書記、区党委党校校長に任命。2018年2月24日、第13期全国人民代表大会代表（議員）に選出された。2021年10月18日に中国共産党チベット自治区委員会書記を解任された。
2021年10月23日、全国人民代表大会常務委員会は呉英傑を第13期全国人民代表大会教育科学文化衛生委員会副主任委員に任命した。
2022年12月、チベット人権侵害に関与する人物として、アメリカ財務省による「米国内資産凍結、米国人との取引禁止」の制裁対象に指定された。2024年6月16日、中国共産党中央紀律検査委員会と国家監察委員会は重大な規律違反・法律違反の疑いで呉英傑を調査していることを明らかにした、12月10日、呉は党籍を剥奪された。2025年7月16日、北京市の中級人民法院は収賄罪に問われた呉英傑に執行猶予2年付きの死刑判決を言い渡した。総額3億4300万元相当の金品を違法に受け取ったと認定した。